# Gardner Denver
Gardner Denver ist ein US-amerikanisches Unternehmen, das industrielle Kompressoren, Pumpen, Gebläse und weitere Produkte für die Anwendungsbereiche Druckluft und Gas, Vakuum und Flüssigkeitsumschlag herstellt. 2020 verschmolz es mit dem Industrie-Segment von Ingersoll-Rand plc. zu Ingersoll Rand Inc. und ist seitdem eine Tochtergesellschaft des neuen Konzerns.

## Geschichte
Das Unternehmen wurde von Robert Gardner 1859 unter dem Namen Gardner Governor Company gegründet. Es stellte zunächst Drehzahlregler für Dampfmaschinen her, ab etwa 1900 auch Druckluftkompressoren sowie Dampfpumpen für die Erdöl- und Erdgasindustrie. 1927 fusionierte das Unternehmen mit der Denver Rock Drill Company zu Gardner Denver.
1943 erfolgte der Börsengang an der New York Stock Exchange. In den 1950er Jahren übernahm Gardner Denver mehrere Unternehmen. 1979 wurde die Gruppe ihrerseits von Cooper Industries übernommen und um weitere Firmen ergänzt. 1994 lagerte Cooper Industries die Division Gardner Denver Industrial Machinery aus, die dann in eine Aktiengesellschaft unter dem heutigen Namen umgewandelt wurde, welche bis 2013 an der New Yorker Börse notiert war. Zahlreiche weitere Übernahmen folgten bis heute, so etwa die Übernahme Champion Pneumatic 1997, Hamworthy Belliss & Morcom von Powell Duffryn 2001 und CompAir 2008. Gardner Denver wurde 2013 von der Private-Equity-Gesellschaft KKR übernommen. Im Jahr 2017 kehrte das Unternehmen an die Börse zurück.
Im April 2019 einigten sich Gardner Denver und Ingersoll Rand auf eine Fusion mit dessen Industriesparte. Dafür wurde die Industriesparte der Ingersoll Rand plc ausgegliedert und dann verschmolzen mit Gardner Denver. Der traditionsreiche Name wie auch das Tickersymbol „IR“ und das Logo gingen auf die neugebildete US-amerikanische Kapitalgesellschaft Ingersoll Rand Inc. über. Im März 2020 konnte die Fusion abgeschlossen werden und das neue Unternehmen feierte seinen Börsengang. Das verbliebene Geschäft der Kälte- und Klimasparte der  irischen Aktiengesellschaft (plc) Ingersoll Rand mit den Bereichen Trane und ThermoKing firmiert seitdem unter Trane Technology plc.

## Unternehmen
Die Unternehmensgruppe war in drei Bereiche gegliedert: die Industrie-Gruppe, Energie-Gruppe und Medical-Gruppe. Gardner Denver verfügte weltweit über 30 Produktionsstätten sowie zahlreiche Vertriebskanäle.
Der Hauptsitz der Firma war Milwaukee im US-Bundesstaat Wisconsin. Die Gruppe war in vielen Tätigkeitsbereichen Weltmarktführer. Der Umsatz belief sich im Geschäftsjahr 2011 auf 2,37 Mrd. US-Dollar.

## Produkte und Marken

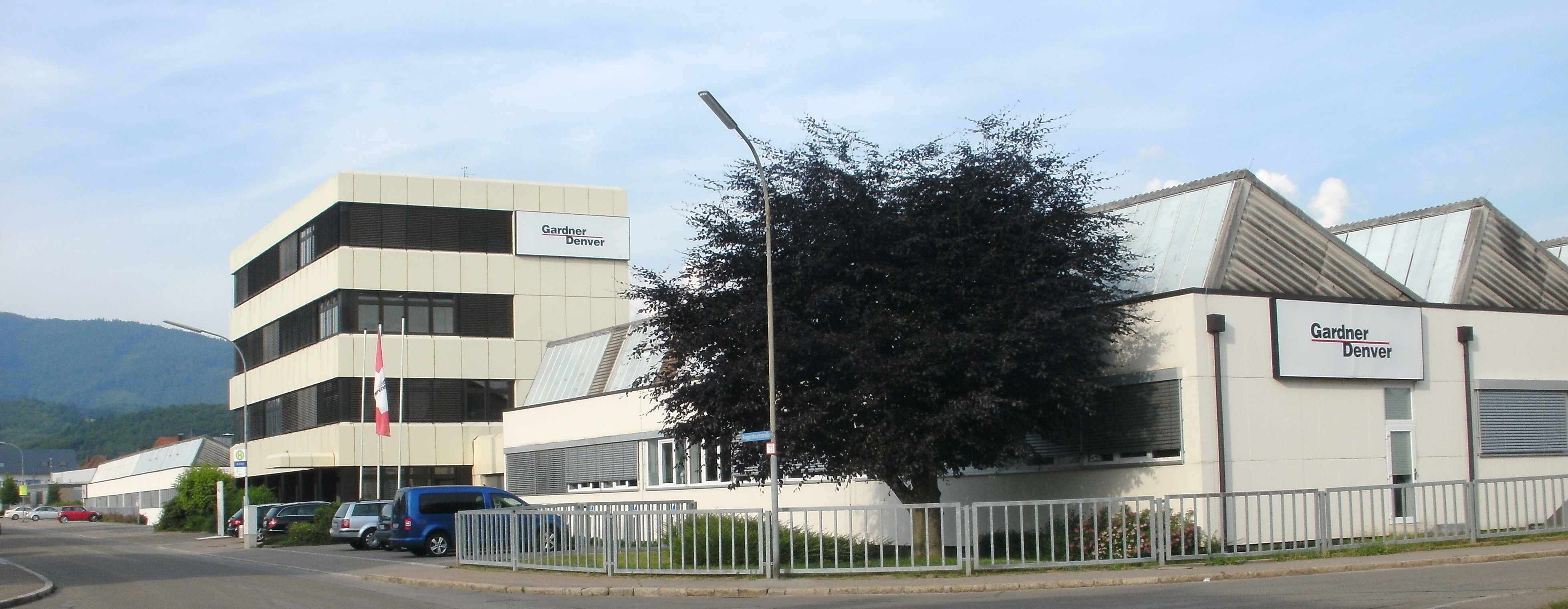
Ein Werk von Gardner Denver in Schopfheim, Deutschland.

Produkte sind Gebläse, Kompressoren, Pumpen inklusive Vakuumpumpen, Betankungssysteme, Lagertank- und Tankfahrzeugausrüstungen, Trockenkupplungssysteme, Flüssigkeitsringpumpen, Drehgelenke, Verladearme, Getriebeteile, Ejektoren, Sicherheitseinrichtungen und Hochdruck-Wasserstrahlsysteme (Water Jetting). Beliefert wird praktisch das gesamte Spektrum industrieller Branchen.
Marken der Gruppe sind beispielsweise CompAir und Robuschi (gekauft 2011). Weitere Produktlinien fertigt Gardner Denver als OEM-Produzent unter Handelsnamen seiner Kunden an.